# Warhammer 40,000: Kill Team
Warhammer 40,000: Kill Team (англ. Warhammer 40,000: Винищувальна команда) — відеогра жанру аркадного шутера від третьої особи, випущена 2011-го року, події якої відбуваються у всесвіті Warhammer 40,000. Kill Team була супутньою до Warhammer 40,000: Space Marine, граючи в Kill Team можна було отримати спеціальні предмети в Space Marine. В 2011-му гра вийшла на платформах PlayStation 3 та Xbox 360. 22 травня 2014 була портована на Windows, вийшовши в Steam.
Сюжет складається з низки рівнів, об'єднаних боротьбою Космодесантника проти орків на їхньому кораблі, що прямує до однієї з людських планет. В дизайні використовувалися моделі з Warhammer 40,000: Dawn of War II.

## Ігровий процес

Космодесантник в бою з орками

Більшість ігрового процесу складається з боротьби проти великої кількості ворогів стрілецькою та холодною зброєю для виконання поставленого завдання. Гравець керує Космодесантником і може вибирати з чотирьох класів персонажів — Ветеран почесної варти (англ. Sternguard Veteran), Технодесантник (англ. Tech Marine), Ветеран авангарду (англ. Vanguard Veteran) і Бібліарій (англ. Librarian) — кожен зі своїми сильними і слабкими сторонами, а також з унікальними спец-здібностями.
Перед кожною місією і у спеціальних точках гравець може змінити клас, зброю і перки персонажа, яких можна взяти два на вибір. У прогресі гри розблоковуються нові перки, які дають підвищення здоров'я, атаки, або спец-здібності, а також відкривається доступ до нової зброї. В ящиках, розкиданих на рівнях, можна знайти бонуси, які лікують персонажа, збільшують атаку чи підвищують захист. Час дії цих бонусів обмежений, але може бути подовжений відповідним перком. Пройдені раніше епізоди можна переграти.
В головному меню можна подивитися статистику гравця і «Кодекс» — короткий огляд всесвіту гри, класів та ворогів. Там же містяться концепт-арти розробки гри.
Крім кампанії наявний режим виживання, нові арени для якого відкриваються в міру проходження сюжету. В ньому гравець повинен якомога довше протримати свого персонажа живим. Обраний герой відбивається від хвиль ворогів, отримуючи очки за їхнє знищення і бонуси. Результати потім можливо порівняти в таблиці рекордів з іншими гравцями.
Управління здійснюється за допомогою геймпада (у версії для ПК також з клавіатури і миші). Камера огляду фіксована, тобто гравець бачить рівні під наперед визначеними кутом. Двоє гравців можуть грати разом на одній приставці чи комп'ютері, проходячи як кампанію та її окремі рівні, так і виживання.

## Сюжет
Зав'язкою сюжету служить наближення до однієї з планет Імперіуму космічного корабля орків. Щоб відвернути напад на планету, на корабель висаджуються Космодесантники. При цьому орден, до якого вони належать, гравець може вибрати сам.
Кампанія складається з п'яти рівнів:
1. Штурм хімічного генератора (англ. Chem Generator Assault) — Космодесантник висаджується на корабель і починає свою подорож його палубами. Він повинен знищити хімічний генератор, який живить важливі системи корабля. Для цього слід обійти сусідні приміщення і подати в генератор відходи. Герой потім знищує вентилі резервуарів генератора, від чого той перевантажується і вибухає.
2. Знищення двигунів (англ. Engine Destruction) — основним завданням є дійти до двигуна корабля і розстріляти його. На заваді стає Вірдбой, котрий виступає також босом рівня. Подолавши його пастку, Космодесантник руйнує серцевини двигуна. Подальшому просуванню стає на заваді Вірдбой, що користується своїм чаклунством і підтримкою простих воїнів, але врешті програє.
3. Рейд на ангар міноукладників (англ. Minelayer Hangar Raid) — герой має саботувати підготовку малих кораблів до висадки на планету. Він пробивається до ангара, де скидає кораблі з палуби у відкритий космос. Знищивши спротив останнього цілого корабля, він проминає склад мін. Наприкінці рівня з'являється воєначальник орків, але бачачи нерівні сили, відступає через телепорт. Воєначальник телепортує до Космодесантника тиранідів, що завелися на кораблі, і той мусить відступати до іншого телепорта.
4. Навала в телепортаційному комплексі (англ. Teleporta Complex Incursion) — пробираючись крізь зграї тиранідів у пошуках воєначальника, герой опиняється на роздоріжжі. Піднятися до воєначальника можливо ліфтом, у якого немає енергії на роботу. Втікши від чудовська карніфекса, Космодесантник знаходить батарею, яку в справному стані доставляє до ліфта. Проти нього виходить Тиран Вулика, керівний організм тиранідів, але гине в бою з Космодесантником.
5. Командний місток. Фінал (англ. Command Deck Finale) — герой добирається до містка, де стикається зі крокуючою машиною Стомпою, яку пілотує орчий лідер. Той вмикає Стомпу і намагається знищити Космодесантника, який по черзі відстрілює зброю цього механізму. Воєначальник відступає, прикриваючись своїми прислужниками, а Космодесантник вражає Стомпу електричними розрядами, нищачи опори електропередач містка. Врешті Стомпа розвалюється, а орчий лідер гине, все навколо вибухає і палає — корабель більше не в змозі зашкодити планеті, куди летів. Підконтрольний персонаж відвертає орчу загрозу, проте командування повідомляє, що це лише одна із небезпек, що нависли над Імперіумом.

## Оцінки й відгуки
Гра отримала стримані оцінки, в середньому 6,5 за 10-ибальною шкалою за даними агрегатора Metacritic.
IGN дали їй 6,5/10 з висновком, що Kill Team буде цікавою для фанатів Warhammer 40,000, але не має чогось видатного сама по собі, крім незвичайного представлення цього вигаданого всесвіту. Вона має цікаві й захопливі моменти, однак дизайн рівнів втомлює, а графіка застаріла. Також було розкритиковано звук, особливо закадровий голос, наявність лише локального мультиплеєру, неможливість пропустити кат-сцени.
У сервісі Steam гра отримала змішані відгуки, покупці зауважували ті самі цікавинки і проблеми, крім того звертаючи увагу на консольний ігровий процес, перенесений на ПК.